# La stagione degli amori
La stagione degli amori (The Mating Season) è un romanzo umoristico del 1949 dello scrittore inglese Pelham Grenville Wodehouse.
Il romanzo si svolge a "Deverill Hall", una fastosa residenza dove Esmond Haddock vive con le sue cinque zie ipercritiche e dove si reca come ospite sotto falso nome il benintenzionato Bertie Wooster seguìto poco dopo dal suo ingegnoso valletto Jeeves. La vicenda è incentrata sulle relazioni di diverse coppie, in particolare Gussie Fink-Nottle e Madeline Bassett, Esmond Haddock e Corky Potter-Pirbright, Catsmeat Potter-Pirbright e Gertrude Winkworth.

## Storia editoriale
In una lettera indirizzata a sua nipote il 27 marzo 1946, Wodehouse scrisse che l'ideazione della Stagione degli amori avvenne nel 1942, in Germania durante la seconda guerra mondiale. Le vicende che nella stesura finale saranno di Gustie Fink-Nottle, erano previste dapprima per Stilton Cheesewright, uno dei personaggi del romanzo Un mattino di gioia che Wodehouse stava scrivendo nei primi anni quaranta: Bertie si recava in una residenza di campagna spacciandosi per Stilton il quale era stato arrestato; una volta libero, Stilton si recava nello stesso luogo spacciandosi per Bertie. 
Il romanzo fu pubblicato in volume il 9 settembre 1949 dall'editore britannico Herbert G. Jenkins e il 29 novembre 1949 dall'editore statunitense Didier & Co. con dieci illustrazioni di Hal McIntosh. Quasi contemporaneamente il romanzo usciva su due riviste americane: sul settimanale canadese Star Weekly e sul supplemento domenicale del Long Island Daily Press. Il titolo proviene dal riferimento alla primavera nella poesia "Locksley Hall" di Alfred Tennyson, citata nel romanzo da Catsmeat Potter-Pirbright durante una conversazione con Bertie: «la stagione degli amori, come saprai, è la stagione in cui l'ireos sulla bruna colombella risplende di vivace colore e spensierati giovani ripensano all'amore». 
In Italia il volume fu pubblicato dapprima dall'editore Federico Elmo col titolo Sotto le fresche frasche, pochi mesi dopo le prime edizioni in lingua inglese, quindi molti decenni dopo col titolo La stagione degli amori dalle case editrici Mursia e Polillo.

## Trama
La prepotente zia Agatha ha ordinato a Bertie di recarsi a Deverill Hall, una lussuosa e vasta residenza nel villaggio di King's Deverill, per esibirsi in una rappresentazione teatrale di beneficenza. Jeeves riferisce a Bertie le vicende di Deverill Hall apprese da suo zio Charlie Silversmith che ne è il maggiordomo: il proprietario Esmond Haddock vi abita con cinque zie e con la cugina Gertrude Winkworth. Andrà a Deverill Hall anche Gussie Fink-Nottle, l'astemio amico di Bertie, ma senza la fidanzata Madeline Bassett, la quale dovrà recarsi dalla sua amica Hilda Gudgeon. Hanno legami con Deverill Hall altri due cari amici di Bertie, entrambi attori di professione: Catsmeat Potter-Pirbright e sua sorella Corky. Corky si è trasferita a King's Deverill per accudire suo zio Sidney, l'anziano vicario di King's Deverill, e si è innamorata di Esmond Haddock. Il fratello Catsmeat invece si è innamorato di Geltrude Winkworth; le zie Deverill si oppongono al matrimonio di Catsmeat con Geltrude e di Corky con Esmond poiché ritengono che le mésalliance  fra gli aristocratici e gli attori siano disdicevoli. Catsmeat teme inoltre che anche Esmond sia innamorato di Geltrude, e incarica pertanto Bertie di impedire, una volta giunto a Deverill Hall, che Esmond e Geltrude abbiano occasione di rimanere soli.
Nel frattempo l'astemio Gussie Fink-Nottle viene arrestato per ubriachezza. Bertie teme che la notizia dell'arresto spinga Madeline, detestata da Bertie, a rompere il fidanzamento con Gussie e ad annunciare il fidanzamento con Bertie (Madeline è convinta che Bertie sia innamorato di lei, e l'etica cavalleresca impedisce a Bertie di smentirla). Perciò Bertie, per impedire che l'assenza di Gussie a Deverill Hall faccia insospettire Madeline, si reca a Deverill Hall sotto le mentite spoglie di Gussie, portandosi dietro il cane di Corky di nome "Sam Goldwyn"; Gussie, che è stato rilasciato dietro pagamento di una multa, giunge a Deverill Hall sotto le mentite spoglie di Bertie, accompagnato da Jeeves; Catsmeat, che vuole stare vicino a Gertrude, giunge a Deverill Hall sotto le mentite spoglie di un valletto di "Gussie" (Bertie) di nome Meadowes. Jeeves riesce a impedire l'arrivo a Deverill Hall di zia Agatha, sfruttando l'ammirazione del figlio quindicenne Thomas per Corky: fa fuggire il ragazzo dal collegio mettendo in apprensione la madre.
Fervono i preparativi per la rappresentazione teatrale. Jeeves ritiene che se Esmond fosse applaudito calorosamente durante la recita, avrebbe poi il coraggio di sfidare le zie e sposare Corky; Jeeves inizia perciò a organizzare una claque. Gussie ("Bertie") reciterà in coppia con Catsmeat nel ruolo previsto inizialmente per Bertie; mentre Bertie ("Giussie") reciterà le poesie di Christopher Robin, come previsto inizialmente per Gussie. Inizia però una serie di equivoci che portano alla rottura fra le varie coppie. Gussie si innamora di Corkye e annuncia a Madeline la rottura del fidanzamento scrivendole una lettera che Bertie riesce però a intercettare. Queenie, cameriera a Deverill Hall e fidanzata col poliziotto Dobbs, rompe il fidanzamento quando scopre che Dobbs è ateo. Queenie però è sconvolta e Catsmeat cerca di consolarla dandole un innocente bacio affettuoso; li sorprendono però Charlie Silversmith e Gertrude Winkworth: il primo si affretta ad annunciare il fidanzamento della figlia con "Meadowes" (Catsmeat), e la seconda che decide di troncare i rapporti con Catsmeat. 
Ha luogo la rappresentazione teatrale. Gussie e Catsmeat si esibiscono in una duetto comico, ma entrambi tristi e depressi per le disavventure sentimentali, fanno fiasco. Esmond ha invece molto successo. Bertie, che non riesce più a ricordare le poesie che deve recitare, cede la sua parte a Esmond. Nel frattempo l'agente Dobbs arresta il cane Sam Goldwyn che lo ha morso; per vendicare l'arresto del cane, il quindicenne Thomas, pervenuto a Deverill Hall dopo essersi messo alla ricerca dell'ammirata Corky, progetta di percuotere l'agente Dobbs con un manganello; Gussie, innamorato di Corky,  progetta invece di far evadere il cane dal luogo di reclusione, l'abitazione di Dobbs, ritenendo erroneamente che l'agente non sia nella propria abitazione. Bertie scopre che Dobbs è ritornato a casa prima del tempo, e avverte Jeeves affinché lo aiuti a fermare Gussie. Jeeves riesce a sottrarre il manganello a Thomas, ma non a fermare Gussie il quale è sorpreso da Dobbs nel tentativo di liberare il cane; l'agente si getta all'inseguimento di Gussie il quale, per sfuggirgli, si arrampica su un albero. Di nascosto Jeeves si avvicina a Dobbs, lo stordisce col manganello di Thomas e libera il terrorizzato Gussie.
Dopo queste peripezie, Gussie decide di lasciar perdere Corky e di ritornare da Madeline. Esmond, ormai sicuro di sé, sfida le zie e annuncia il suo fidanzamento con Corky. Dobbs, convinto di essere stato messo fuori combattimento da un fulmine divino, diventa credente, si riconcilia con Queenie, ma non rinuncia a ricercare "Bertie" (Gussie) reo di aver tentato di sottrarre il cane Sam Goldwyn alla giustizia. Jeeves fornisce un alibi per "Bertie"; e Dobbs presume allora che a sottrarre il cane sia stato "Meadowes" (Catsmeat); come previsto da Jeeves, Gertrude prende immediatamente le difese di Catsmeat. Corky rivela che Catsmeat è suo fratello. Esmond, giudice di pace, sottrae il caso a Dobbs. Le zie disapprovano, ma Esmond si oppone anche a loro. Bertie apprende che Zia Agatha, che ha rintracciato Thomas, sta aspettando il nipote al piano di sotto. Jeeves consiglia a Bertie di filarsela alla chetichella, ma Bertie, galvanizzato dall'esempio di Esmond, decide di affrontare la zia e si avvia «a grandi passi verso la porta, come il paggio Orlando pronto a combattere contro gli infedeli».

## Personaggi
Bertie Woosterl'io narrante. Come nelle precedenti opere di Wodehouse, Bertie è un giovin signore tollerante, fedele alle amicizie, ligio a un codice etico-cavalleresco, allergico al matrimonio
Jeevesvalletto di Bertie Wooster, ingegnoso e molto colto
zia Agathazia di Bertie Wooster, altezzosa e prepotente, detestata dal nipote Bertie il quale tuttavia non riesce a sottrarsi ai desiderata della zia
Augustus (Gustie) Fink-Nottleamico di vecchia data di Bertie, astemio, colleziona salamandre, beve succo di arancia, non regge l'alcol, fidanzato con Madeline Bassett
Madeline Bassettragazza graziosa ma sentimentale con cui Bertie è stato fidanzato per breve tempo in passato; fidanzata di Gussie Fink-Nottle, è convinta di essere amata da Bertie, che in realtà la detesta e giudica «la ragazza più noiosa di tutta l'Inghilterra»
Esmond Haddockgiovane ricchissimo, figlio dell'inventore di un famoso farmaco contro l'emicrania, proprietario della sontuosa residenza "Deverill Hall", giudice di pace del villaggio di King's Deverill, innamorato di Corky Potter-Pirbright
Charlotte, Emmeline, Harriet, Myrtle Deverill e Daphne Winkworthle cinque zie ipercritiche di Esmond. Si osservi che Daphne Winkworth apparirà anche nel romanzo Genero al verde (The Brinkmanship of Galahad Threepwood) del 1964, nono romanzo della "Saga del castello di Blandings"
Gertrude Winkworthfiglia di Daphne Winkworth, ama Catsmeat Potter-Pirbright
Catsmeat Potter-Pirbrightmembro del Drones Club, attore, fratello di Corky, innamorato di Gertrude Winkworth
Corky Potter-Pirbrightattrice, sorella di Catsmeat, accudisce suo zio (Rev. Sidney Pirbrigh), è innamorata di Esmond Haddock
Sam Goldwyncane di Corky
Charlie Silversmithmaggiordomo a "Deverill Hall", zio di Jeeves, padre di Queenie
Queenie Silversmithfiglia del maggiordomo Charlie, cameriera a Deverill Hall, fidanzata con l'agente Dobbs
Constable Dobbspoliziotto locale, fidanzato con Queenie, prima ateo e poi credente
Hilda Gudgeonamica di Madeline, innamorata di Harold Anstruther
Harold Anstrutherex compagno di scuola di Bertie a Oxford, campione di tennis, fidanzato di Hilda Gudgeon
Rev. Sidney Pirbrighzio di Corky e Catsmeat Potter-Pirbright, vicario di King's Deverill
Thomas Gregson (detto "Thos")figlio quindicenne di zia Agatha, ammiratore di Corky

## Critica
Fin dal suo apparire il romanzo ha ricevuto recensioni entusiastiche
. L'ambientazione in una grande residenza signorile, consentendo a Wodehouse di riunire più personaggi in luoghi relativamente ristretti, permette all'autore di creare storie più lunghe e complesse. L'ambiente ristretto, gremito di ospiti stravaganti, con l'abitudine e le situazioni fisse, permette di far nascere la battuta attraverso un malinteso o la variazione di un dettaglio. Tuttavia è soprattutto il linguaggio la maggior fonte di ilarità e segno distintivo dello stile di Wodehouse: l'incoerenza fra lo status dei personaggi e il loro registro linguistico; l'arte della similitudine (paragoni, ipotesi, metafore) che, invece di creare un rapporto di somiglianza fra i termini, come vuole la figura semantica, esprime analogie e contrapposizioni spesso insensate fra elementi eterogenei.
Nel romanzo sono presenti molti riferimenti colti (a Shakespeare, Tennyson, Marlowe, Keats, Browning, ecc.). Vi sono anche riferimenti satirici ad A. A. Milne, l'autore di libri per l'infanzia con protagonista l'orsetto Winnie the Pooh

## Adattamenti
- Due episodi della serie televisiva britannica "Jeeves and Wooster":
  - "Bertie Takes Gussie's Place At Deverill Hall", episodio andato in onda il 19 aprile 1992[19]
  - "Sir Watkyn Bassett's Memoirs", episodio andato in onda il 26 aprile 1992[20]

### Edizioni

#### Originali
- (EN) The Mating Season, 1ª ed., London, Herbert G. Jenkins, 1949.
- (EN) The Mating Season, 1ª ed., New York, Didier and Company, 1949.

#### Traduzioni
- Sotto le fresche frasche [The Mating Season], traduzione di Adriana Motti, Milano, Federico Elmo, 1950  [1949].
- La stagione degli amori [The Mating Season], traduzione di Sandra Campagna Ponzetto, Milano, Mursia, 1990  [1949], ISBN 88-425-0695-8.
- La stagione degli amori [The Mating Season], traduzione di Tracy Lord, Milano, Polillo, 2006  [1949], ISBN 88-8154-249-8.

### Fonti critiche
- Robert A., Jr. Hall, The Comic Style of P. G. Wodehouse, Hamden, Archon Books, 1974, ISBN 0-208-01409-8.
- Eileen McIlvaine, Louise S. Sherby e James H. Heineman, P. G. Wodehouse: A Comprehensive Bibliography and Checklist, New York, James H. Heineman Inc., 1990, ISBN 978-0-87008-125-5.
- John Simpson, Why A.A. had it in for P.G., in The Daily Telegraph, 31 August 1996. URL consultato il 26 novembre 2021. Ospitato su The Russian Wodehouse Society.
- Kristin Thompson, Wooster Proposes, Jeeves Disposes or Le Mot Juste, New York, James H. Heineman, Inc., 1992, ISBN 0-87008-139-X.